# Yolanda Be Cool
Yolanda Be Cool je australská hudební skupina složená ze dvou DJů: Sylvestera Martineze a Johnsona "Durango Slim" Petersona. Kapela spolupracovala s DJ DCUP na vytvoření mezinárodního hitu "We No Speak Americano", který byl vydán prostřednictvím nezávislého labelu Sweat It Out a byl založen na písni "Tu vuò fà l'americano" od Renata Carosoneho z roku 1956. V roce 2010 kapela vyhrála dvě ceny ARIA Music Awards za singl "We No Speak Americano" v kategoriích Nejlepší taneční počin a Nejpopulárnější australský singl.